# Orde van de Vriendschap (Laos)
De Orde van de Vriendschap was een van de orden van verdienste van het Democratische Volksrepubliek Laos. De orde is in 1979 ingesteld. Er is maar één toe te kennen klasse voor verdiensten. De onderscheiding is voorbehouden aan diplomaten, leden van bezoekende delegaties en andere buitenlanders die vriendschap voor de LPDR helpen of tonen

## Het design
Het ontwerp is een ronde borstinsigne, verguld met email, 35 mm breed, met ophangstaaf. De voorzijde is een lichtblauwe schijf, met gouden rijstschoven aan weerszijden en een donkerblauwe/gouden/rode halve cogwheen onder met rode linten gegraveerd met de Lao-inscriptie voor vriendschap (mid-dah-pahp) en een witte kaart van Laos op een centrale donkerblauwe schijf met een rode rand. De keerzijde is effen. Het lint is rood (28 mm), met ophangstaafje in “hero”-stijl.
Er werd besloten om de opstelling van de lintbalk met deze medaille te veranderen ten opzichte van de vorige standaard - dus de 1e klasse heeft één streep, de 2e klasse twee en de 3e klasse drie, in tegenstelling tot het originele ontwerp en andere Laotiaanse PDR-medailles.